# Tanypus fusciclava
Tanypus fusciclava är en tvåvingeart som först beskrevs av Jean-Jacques Kieffer 1922.  Tanypus fusciclava ingår i släktet Tanypus och familjen fjädermyggor.
Artens utbredningsområde är Taiwan. Inga underarter finns listade i Catalogue of Life.